# Hylambates
Hylambates là một chi động vật lưỡng cư trong họ Rhacophoridae, thuộc bộ Anura. Chi này có 1 loài và không bị đe dọa tuyệt chủng.